# Monștri invizibili
Monștri invizibili este cel de-al treilea și totodată unul dintre cele mai celebre romane ale scriitorului american Chuck Palahniuk, publicat în anul 1999.

## Personaje
Personajele principale din roman sunt:
- Shannon McFarland
- Brandy Alexander
- Manus Kelley
- Evelyn „Evie” Cottrell